# Железнодорожный транспорт Аргентины

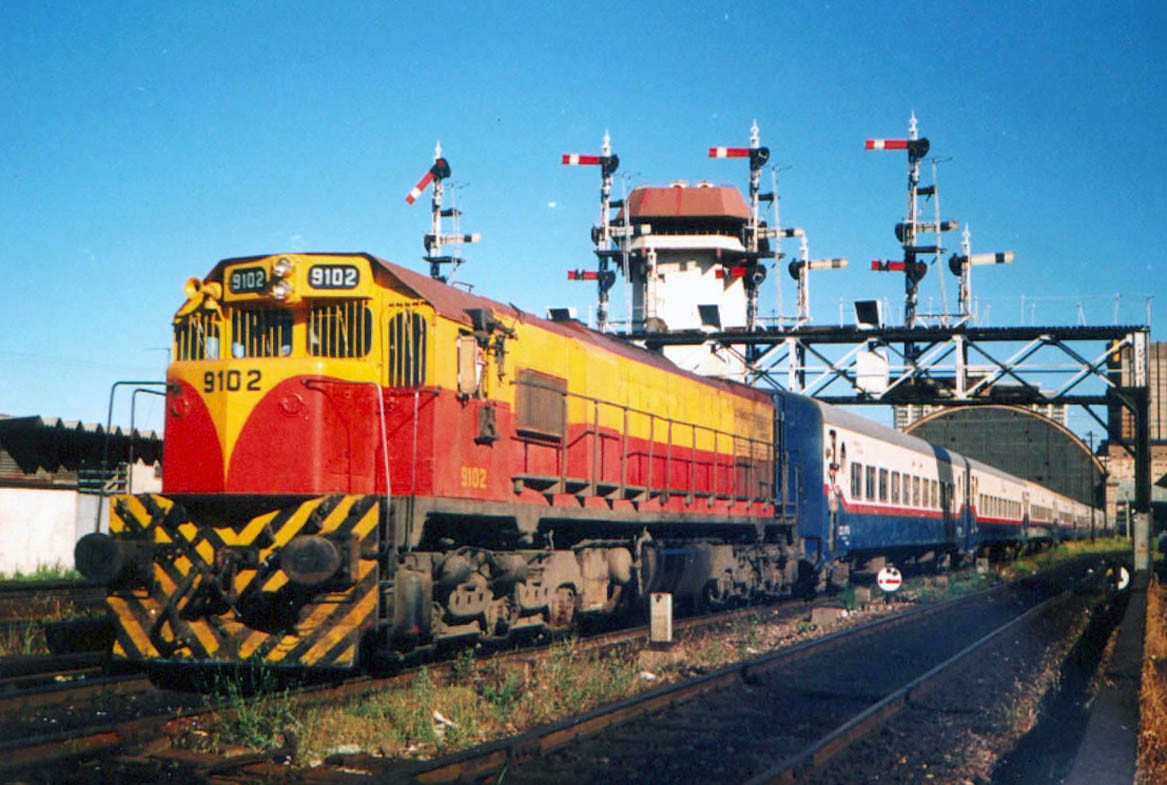
Поезд в Аргентине

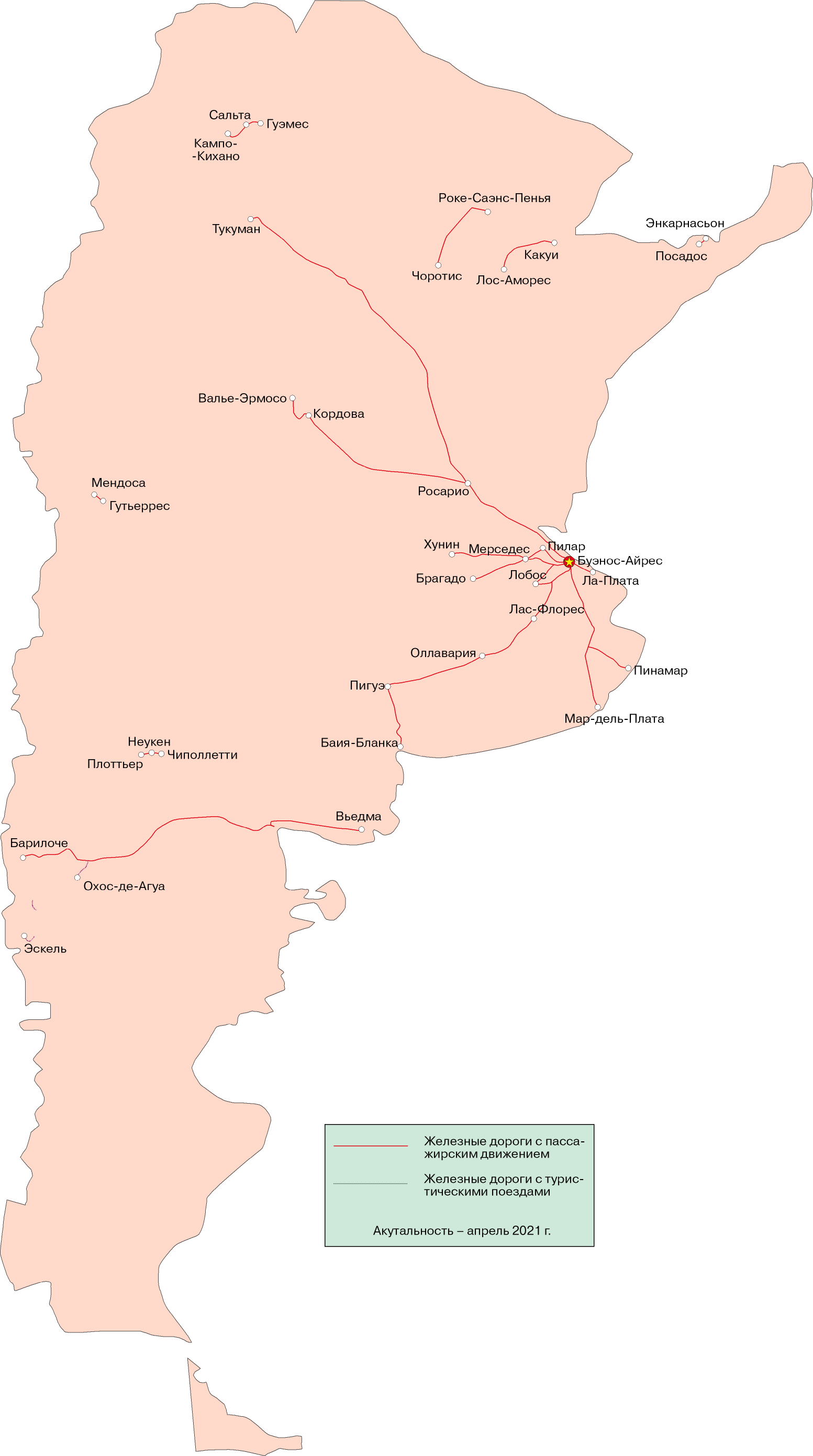
Пассажирские железные дороги в Аргентине (2021)

Железнодорожный транспорт Аргентины — железнодорожные линии и компании на территории Аргентины.
Первая железнодорожная линия на территории страны была построена в 1857 году за счёт частной компании. Первая государственная — через 10 лет. В 1948 году железные дороги страны — Ferrocarriles Argentinos были национализированы. При национализации были образованы компании: Ferrocarril General Bartolomé Mitre, Ferrocarril General Manuel Belgrano, Ferrocarril Domingo Faustino Sarmiento, Ferrocarril General Roca, Ferrocarril General San Martín, Ferrocarril General Urquiza. Когда прибыльность перевозок упала, в 1990 году начат процесс приватизации железных дорог на основе концессий. Учитывая провалы их частного менеджмента, в том числе железнодорожную катастрофу 2012 года, в апреле 2015 года Сенат Аргентины одобрил законопроект об очередной национализации железных дорог.
В Аргентине шесть железнодорожных линий. Их протяжённость на 1988 год — 34909 км (сразу после Второй мировой войны достигала даже 47 тыс. км). К 1993 году протяжённость линий уменьшилась до 34,2 тыс. км, к 2010 году до 31,4 тыс. км.
Имеются горные железные дороги. До 1984 года работала Трансандинская железная дорога.
В стране используется железнодорожная колея четырёх различных стандартов: 750 мм, 1000 мм, 1435 мм и 1676 мм. Кроме того эксплуатируется участок протяжённостью 8 км c колеёй 500 мм.
На 1988 год протяжённость дорог с шириной колеи 750 мм — 400 км,
Электрифицирована лишь незначительная часть железнодорожной сети: на 1988 год 40 км на переменном токе 25 кВ, 169 км на постоянном токе 600 и 800 В. К 1993 году протяжённость электрифицированных линий возросла до 367 км. Электрифицированных дорог в 2003 году — 167 км.
Движение по линиям левостороннее, так как на момент открытия первых линий в стране было левостороннее движение.
В июле 2010 года между Китаем и Аргентиной подписали соглашения о совместном развитии железнодорожного транспорта в Аргентине. Этими соглашениями предусмотрена поставка подвижного состава, реконструкция железной дороги Ferrocarril Belgrano Sur.
В августе 2011 года было возобновлено пассажирское сообщение между Аргентиной и Уругваем, однако уже через год оно было снова отменено.
Разрабатываются планы строительства скоростной железной дороги TAVe (Буэнос-Айрес — Росарио — Кордова), но, в связи с плачевным финансовым положением страны, дальше изыскательских работ проект пока не продвинулся.